# ادوین لرد ویکس

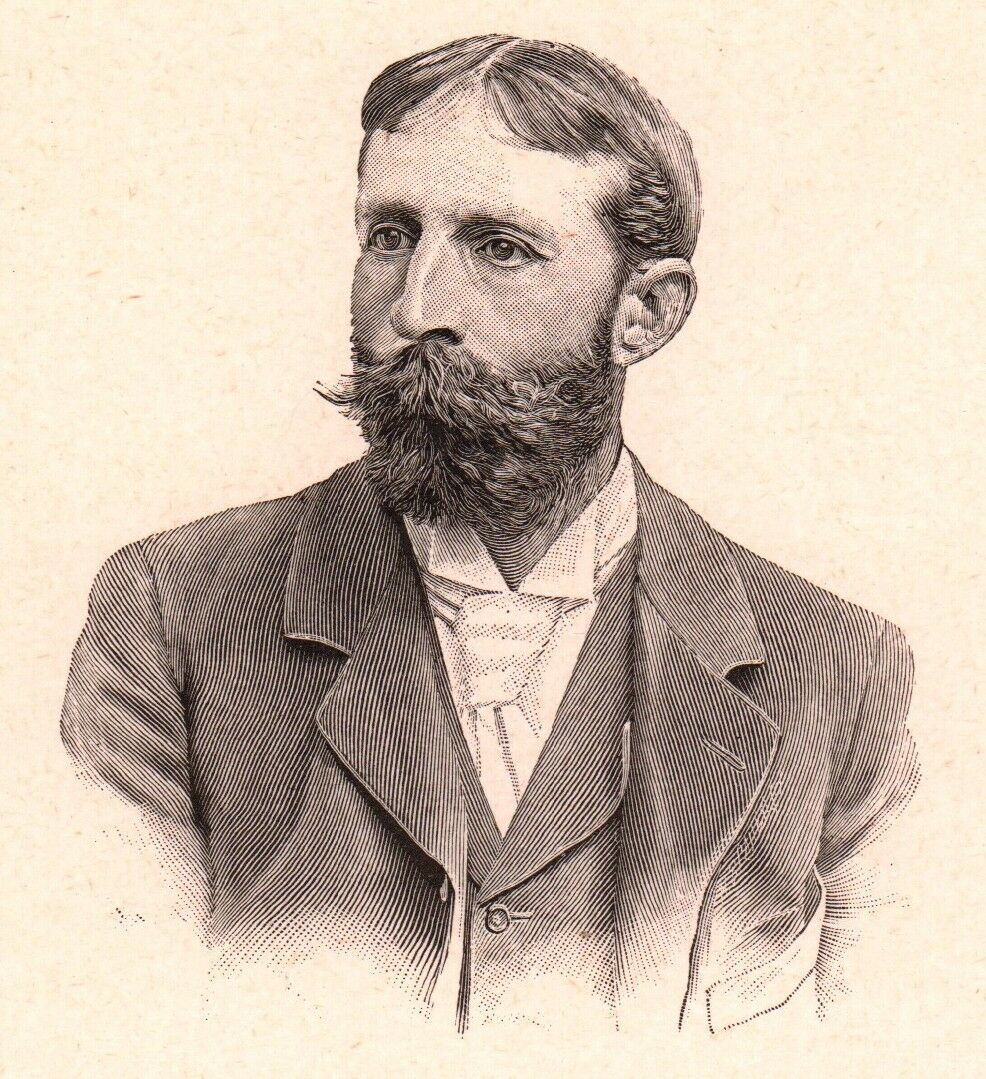
ادوین لرد ویکس

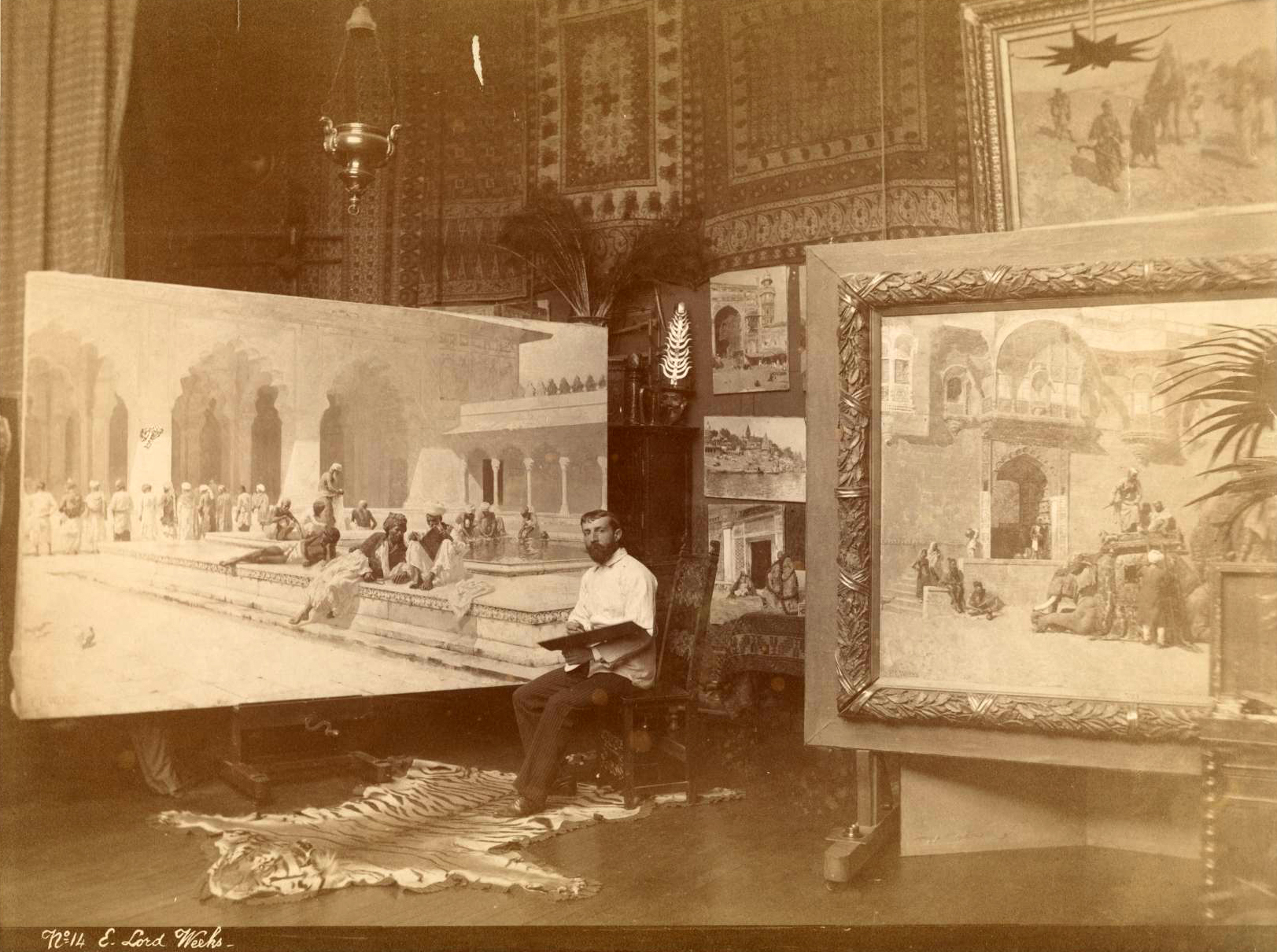
ادوین لرد ویکس.

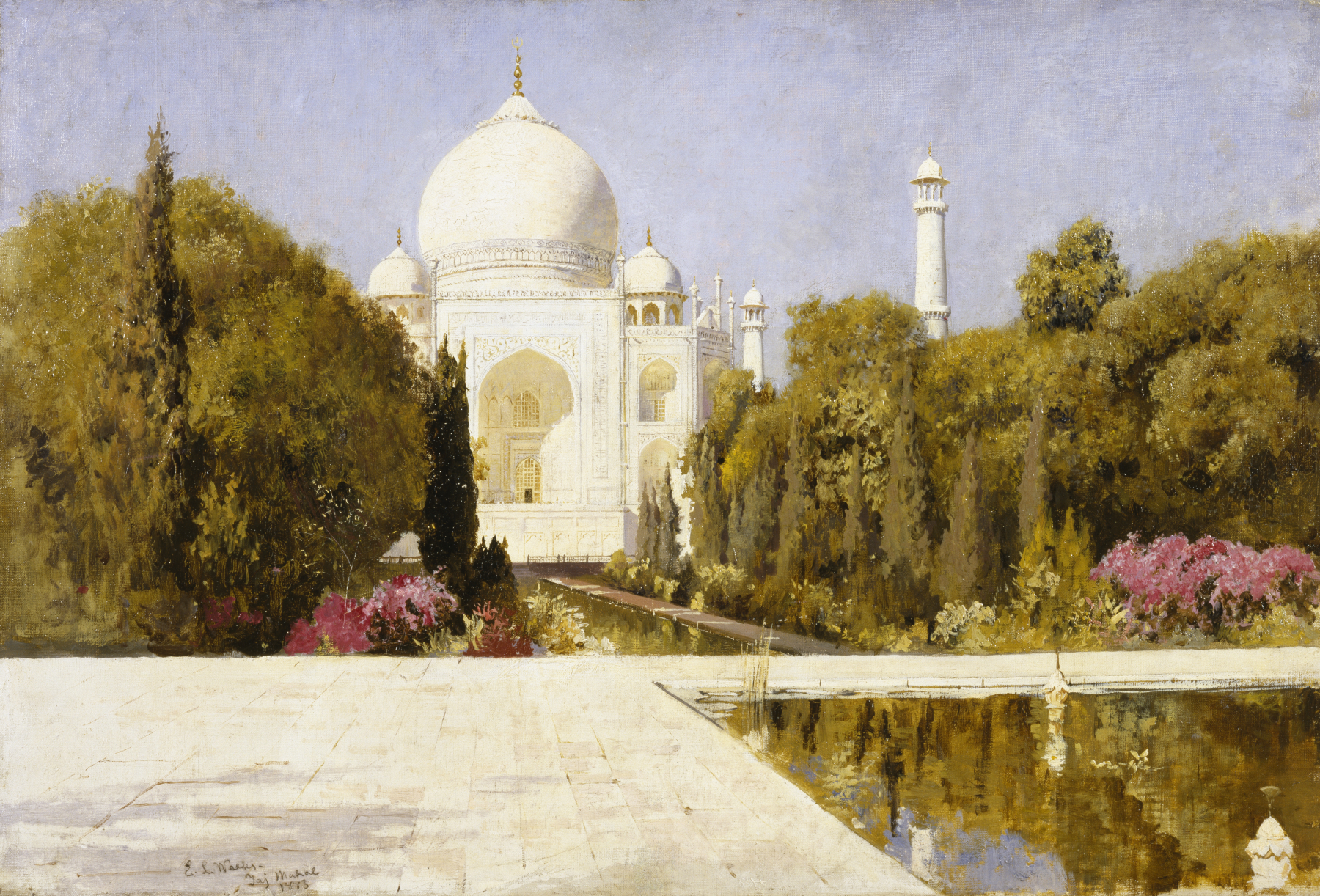

ادوین لرد ویکس (زاده ۱۸۴۹ درگذشته ۱۹۰۳ میلادی) نقاش آمریکایی است که سفرهای زیادی به شرق و از جمله ایران کرده است. او در سال ۱۸۹۶ میلادی مشروح سفرهای خود را در کشورهای خاورمیانه و هند در سفرنامه‌ای به نام «دریای سیاه تا ایران و هندوستان» نوشته است.این کتاب به کوشش دکتر احمد فتاحی به فارسی ترجمه شده است.